# 阿古姫
阿古姫（あこひめ、生年不詳 - 承応2年7月15日（1653年9月6日））は、戦国時代から江戸時代前期にかけての女性。

## 生涯
土佐国の戦国大名・長宗我部元親の娘。長宗我部氏家臣・佐竹親直に嫁ぎ男子二人を産む。
慶長20年（1615年）の大坂の陣の際に豊臣方についた長宗我部盛親や夫に随って大坂城へ入るが、豊臣方は敗れて親直は討死し、阿古姫も大坂城が陥落した時に息子二人と共に仙台藩主・伊達政宗の兵に捕えられた。しかし、阿古姫と息子たちは政宗の判断により助命され、阿古姫は伊達家の侍女として召抱えられ、中将と称した。阿古姫は教養豊かで弁が立ったため政宗から信頼され、晩年まで近侍を務めている。
息子二人も小姓として取り立てられ、二男の輪丸（賀江忠次郎）はのちに重臣・四保柴田氏を継いで柴田朝意と名乗った。朝意は奉行職（他藩の家老に相当）を務め、寛文11年（1671年）の伊達騒動の際に、酒井忠清邸で原田宗輔と斬り合って死亡した。

## 人物・逸話
- 侍女時代に、能書家として知られていた主君の政宗に揮毫を請い、『拾遺抄』所載の清原元輔の歌を書き与えられている（古歌「ふた葉より」。個人蔵）[1]。

## 系譜
- 父：長宗我部元親
- 夫：佐竹親直
  - 五十嵐元成（賀江蔵人） - 長男。仙台藩重臣・五十嵐信濃養子
  - 柴田朝意（賀江仲次郎） - 二男。仙台藩重臣・柴田惣四郎宗朝養子